# Bruce Cassidy
Bruce James Cassidy, född 20 maj 1965, är en kanadensisk ishockeytränare och före detta professionell ishockeyback som är tränare för Vegas Golden Knights i National Hockey League (NHL) sedan den 14 juni 2022.

## Spelare
Bruce Cassidy tillbringade sex säsonger i den nordamerikanska ishockeyligan National Hockey League (NHL), där han spelade för Chicago Black Hawks/Blackhawks. Han producerade 17 poäng (fyra mål och 13 assists) samt drog på sig tio utvisningsminuter på 36 grundspelsmatcher.
Cassidy spelade också för EHC Biel i Nationalliga A (NLA); ESV Kaufbeuren i Eishockey-Bundesliga (BL); Alleghe Hockey i både Serie A och Alpenliga; Nova Scotia Oilers i American Hockey League (AHL); Saginaw Generals, Saginaw Hawks och Indianapolis Ice i International Hockey League (IHL) samt Ottawa 67's i Ontario Hockey League (OHL).
Han draftades av Chicago Black Hawks i första rundan i 1983 års draft som 18:e spelare totalt.

### Statistik
| 1981–1982        | Hawkesbury Hawks     | CJHL             | 37  | 13 | 30  | 43  | 32  | —  | —  | —  | —  | —  |
| 1982–1983        | Ottawa 67's          | OHL              | 70  | 25 | 86  | 111 | 33  | 9  | 3  | 9  | 12 | 10 |
| 1983–1984        | Chicago Black Hawks  | NHL              | 1   | 0  | 0   | 0   | 0   | —  | —  | —  | —  | —  |
|                  | Ottawa 67's          | OHL              | 67  | 27 | 68  | 95  | 58  | 13 | 6  | 16 | 22 | 6  |
| 1984–1985        | Ottawa 67's          | OHL              | 28  | 13 | 27  | 40  | 15  | —  | —  | —  | —  | —  |
| 1985–1986        | Chicago Black Hawks  | NHL              | 1   | 0  | 0   | 0   | 0   | —  | —  | —  | —  | —  |
|                  | Nova Scotia Oilers   | AHL              | 4   | 0  | 0   | 0   | 0   | —  | —  | —  | —  | —  |
| 1986–1987        | Chicago Blackhawks   | NHL              | 2   | 0  | 0   | 0   | 0   | —  | —  | —  | —  | —  |
|                  | Nova Scotia Oilers   | AHL              | 19  | 2  | 8   | 10  | 4   | 2  | 1  | 1  | 2  | 0  |
|                  | Saginaw Generals     | IHL              | 10  | 2  | 13  | 15  | 6   | —  | —  | —  | —  | —  |
|                  | Kanadas herrlandslag |                  | 12  | 3  | 6   | 9   | 4   | —  | —  | —  | —  | —  |
| 1987–1988        | Chicago Blackhawks   | NHL              | 21  | 3  | 10  | 13  | 6   | —  | —  | —  | —  | —  |
|                  | Saginaw Hawks        | IHL              | 60  | 9  | 37  | 46  | 59  | 10 | 2  | 3  | 5  | 19 |
| 1988–1989        | Chicago Blackhawks   | NHL              | 9   | 0  | 2   | 2   | 4   | 1  | 0  | 0  | 0  | 0  |
|                  | Saginaw Hawks        | IHL              | 72  | 16 | 64  | 80  | 80  | 6  | 0  | 2  | 2  | 6  |
| 1989–1990        | Chicago Blackhawks   | NHL              | 2   | 1  | 1   | 2   | 0   | —  | —  | —  | —  | —  |
|                  | Indianapolis Ice     | IHL              | 75  | 11 | 46  | 57  | 56  | 14 | 1  | 10 | 11 | 20 |
| 1990–1991        | Alleghe Hockey       | Serie A          | 36  | 23 | 52  | 75  | 20  | 10 | 7  | 8  | 15 | 2  |
| 1991–1992        | Alleghe Hockey       | Serie A          | 18  | 11 | 18  | 29  | 10  | 9  | 3  | 11 | 14 | 2  |
|                  | Alleghe Hockey       | Alpenliga        | 18  | 13 | 28  | 41  | 16  | —  | —  | —  | —  | —  |
| 1992–1993        | Alleghe Hockey       | Serie A          | 16  | 6  | 22  | 28  | 4   | 9  | 6  | 8  | 14 | 6  |
|                  | Alleghe Hockey       | Alpenliga        | 32  | 19 | 40  | 59  | 12  | —  | —  | —  | —  | —  |
| 1993–1994        | EHC Biel             | NLA              | 4   | 0  | 0   | 0   | 2   | —  | —  | —  | —  | —  |
|                  | ESV Kaufbeuren       | BL               | 33  | 8  | 9   | 17  | 12  | 4  | 1  | 2  | 3  | —  |
| 1994–1995        | Indianapolis Ice     | IHL              | 29  | 2  | 13  | 15  | 16  | —  | —  | —  | —  | —  |
| 1995–1996        | Indianapolis Ice     | IHL              | 56  | 5  | 16  | 21  | 46  | 5  | 1  | 0  | 1  | 4  |
| 1996–1997        | Indianapolis Ice     | IHL              | 10  | 0  | 4   | 4   | 11  | —  | —  | —  | —  | —  |
| NHL totalt       | NHL totalt           | NHL totalt       | 36  | 4  | 13  | 17  | 10  | 1  | 0  | 0  | 0  | 0  |
| Alpenliga totalt | Alpenliga totalt     | Alpenliga totalt | 50  | 32 | 68  | 100 | 28  | —  | —  | —  | —  | —  |
| Serie A totalt   | Serie A totalt       | Serie A totalt   | 70  | 40 | 92  | 132 | 34  | 28 | 16 | 27 | 43 | 10 |
| AHL totalt       | AHL totalt           | AHL totalt       | 23  | 2  | 8   | 10  | 4   | 2  | 1  | 1  | 2  | 0  |
| IHL totalt       | IHL totalt           | IHL totalt       | 312 | 45 | 193 | 238 | 274 | 35 | 4  | 15 | 19 | 49 |
| OHL totalt       | OHL totalt           | OHL totalt       | 165 | 65 | 181 | 246 | 106 | 22 | 9  | 25 | 34 | 16 |

#### Internationellt
| Källa:        | Källa:        | Källa:        |         | Utv = Utvisningsminuter | Utv = Utvisningsminuter | Utv = Utvisningsminuter | Utv = Utvisningsminuter | Utv = Utvisningsminuter |
| År            | Lag           | Mästerskap    | Matcher | Mål                     | Assists                 | Poäng                   | Utv                     |                         |
| ------------- | ------------- | ------------- | ------- | ----------------------- | ----------------------- | ----------------------- | ----------------------- | ----------------------- |
| 1984          | Kanada        | JVM           | 7       | 0                       | 0                       | 0                       | 6                       |                         |
| Senior totalt | Senior totalt | Senior totalt | 7       | 0                       | 0                       | 0                       | 6                       |                         |

## Tränare
Direkt efter spelarkarriären blev han tränare och tränade Jacksonville Lizard Kings, Indianapolis Ice, Trenton Titans och Grand Rapids Griffins. Mellan 2002 och 2003 var han tränare för Washington Capitals i NHL och tillbringade senare ett år med Chicago Blackhawks som assisterande tränare. Han återgick till att vara tränare och var det två år för Kingston Frontenacs. Cassidy blev efter det assisterande tränare för Providence Bruins, efter att han hade varit det i tre säsonger blev han tränare för dem. Han ledde dem fram tills 2017 när han blev befordrad till att vara assisterande tränare för moderorganisationen Boston Bruins i NHL. Ett år senare tog han över tränarsysslan i Boston Bruins. Cassidy utsågs till att vara årets tränare i NHL för säsongen 2019–2020. Efter att säsongen 2021–2022 var färdigspelad fick han sparken av Boston Bruins. Drygt en vecka senare blev han utsedd till ny tränare för Vegas Golden Knights.

### Statistik
Källa: 
| Lag                 | Säsong    | Grundserie | Grundserie | Grundserie | Grundserie | Grundserie         | Grundserie | Grundserie      | Slutspel                   |  |
| Lag                 | Säsong    | Matcher    | Vinster    | Oavgjorda  | Förluster  | Övertids förluster | Poäng      | Placering       | Resultat                   |  |
| ------------------- | --------- | ---------- | ---------- | ---------- | ---------- | ------------------ | ---------- | --------------- | -------------------------- |  |
| Washington Capitals | 2002–2003 | 82         | 39         | 29         | 8          | —                  | 92         | 2:a i Southeast | Förlorade i första ronden. |  |
| Washington Capitals | 2003–2004 | 28         | 8          | 1          | 18         | —                  | 18         | 5:a i Southeast | Sparkad                    |  |
| Boston Bruins       | 2016–2017 | 27         | 18         | —          | 8          | 1                  | 37         | 3:a i Atlantic  | Förlorade i första ronden. |  |
| Boston Bruins       | 2017–2018 | 82         | 50         | —          | 20         | 12                 | 112        | 2:a i Atlantic  | Förlorade i andra ronden.  |  |
| Boston Bruins       | 2018–2019 | 82         | 49         | —          | 24         | 9                  | 107        | 2:a i Atlantic  | Förlorade i finalen.       |  |
| Boston Bruins       | 2019–2020 | 70         | 44         | —          | 14         | 12                 | 100        | 1:a i Atlantic  | Förlorade i andra ronden.  |  |
| Boston Bruins       | 2020–2021 | 56         | 33         | —          | 16         | 7                  | 73         | 3:a i Atlantic  | Förlorade i andra ronden.  |  |
| Boston Bruins       | 2021–2022 | 82         | 51         | —          | 26         | 5                  | 107        | 4:a i Atlantic  | Förlorade i första ronden. |  |
| Totalt              | Totalt    | 509        | 292        | 9          | 155        | 53                 | 646        |                 |                            |  |